# Nixon Perea
Nixon Perea (15 augustus 1973) is een voormalig Colombiaans voetballer.

## Carrière
Nixon Perea speelde tussen 1993 en 1999 voor Unión Magdalena, Atlético Nacional, Deportivo Pereira, Independiente Santa Fe en Vegalta Sendai.